# Seznam polských kardinálů
Toto je seznam polských kardinálů:

## Žijící kardinálové

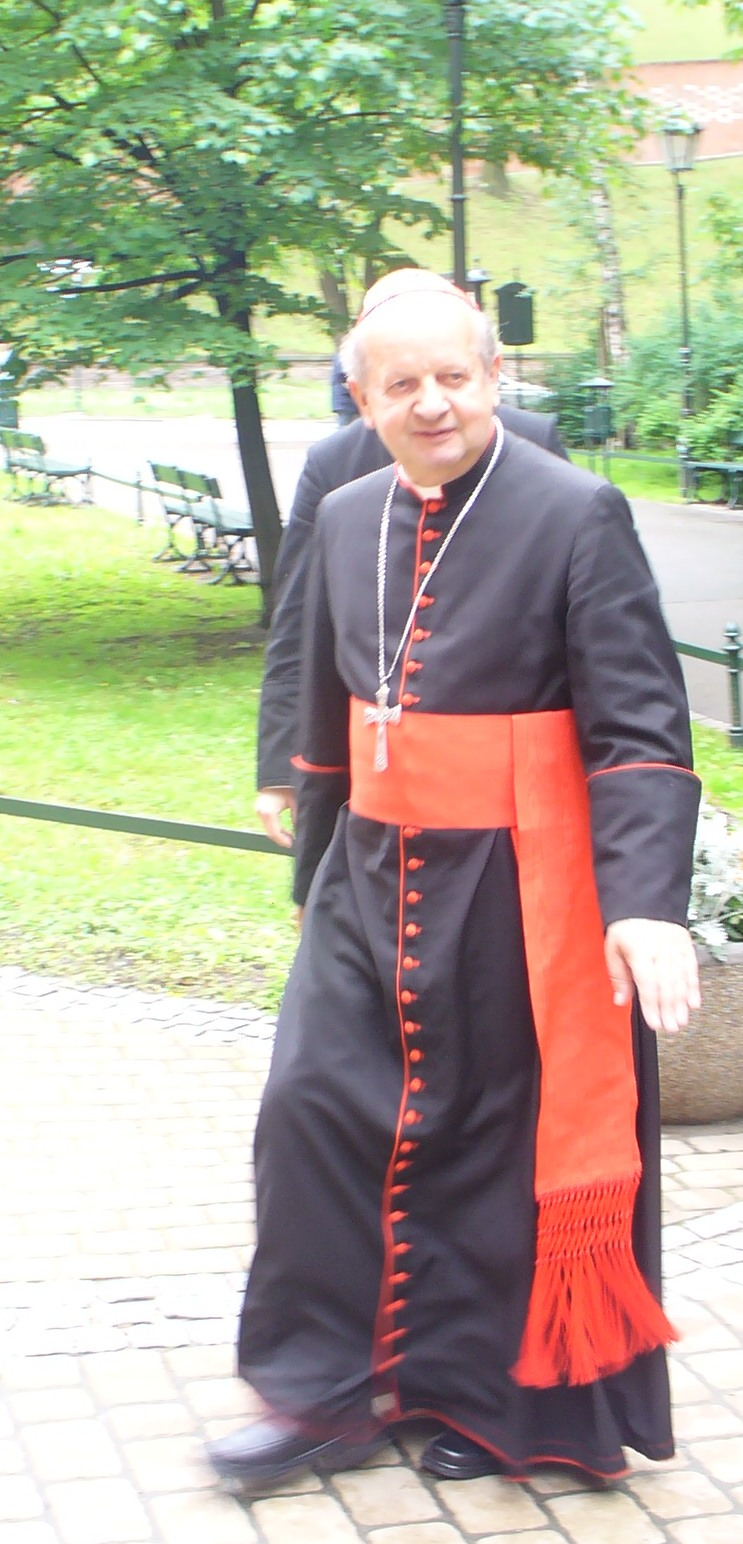
Stanislaw Dziwisz

### Mladší 80 let

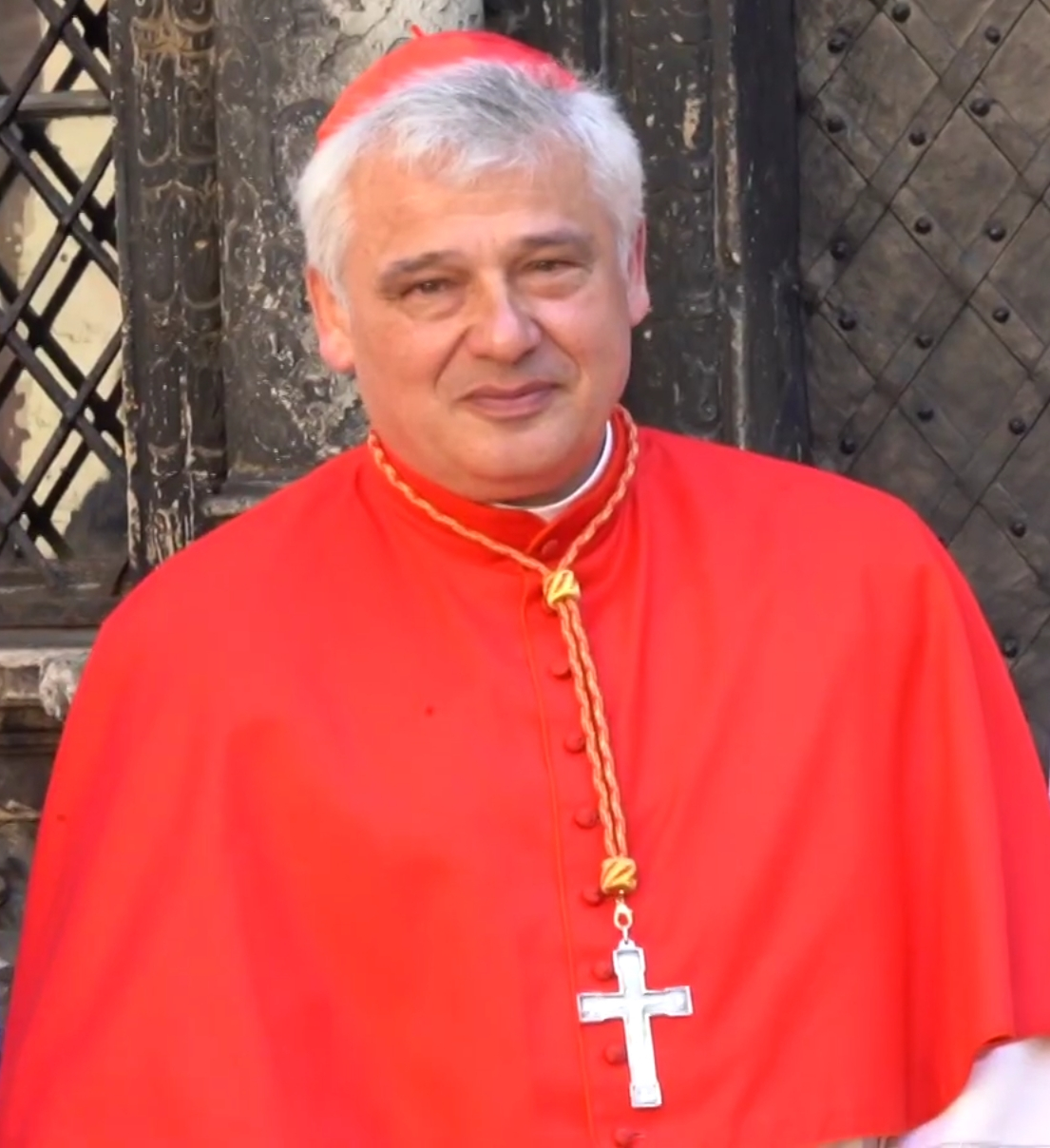
Konrad Krajewski

- Konrad Krajewski

- Kazimierz Nycz
- Stanisław Ryłko

### Starší 80 let
- Stanisław Dziwisz

## Zemřelí kardinálové

### XV. století
- Zbigniew Oleśnicki
- Fryderyk Jagiellończyk
- sv.  Kazimír

### XVI. století
- Stanisław Hozjusz
- Jerzy Radziwiłł
- Andrzej Batory

### XVII. století
- Bernard Maciejowski
- Jan Albert Waza
- Jan Kazimír II. Vasa
- Jan Kazimierz Denhoff
- Michał Stefan Radziejowski

### XVIII. století
- Jan Aleksander Lipski

### XIX. století
- Mieczysław Halka-Ledóchowski
- Włodzimierz Czacki
- Albin Dunajewski

### XX. století

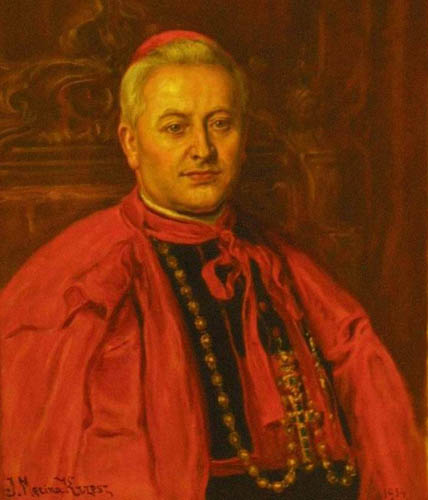
August Hlond

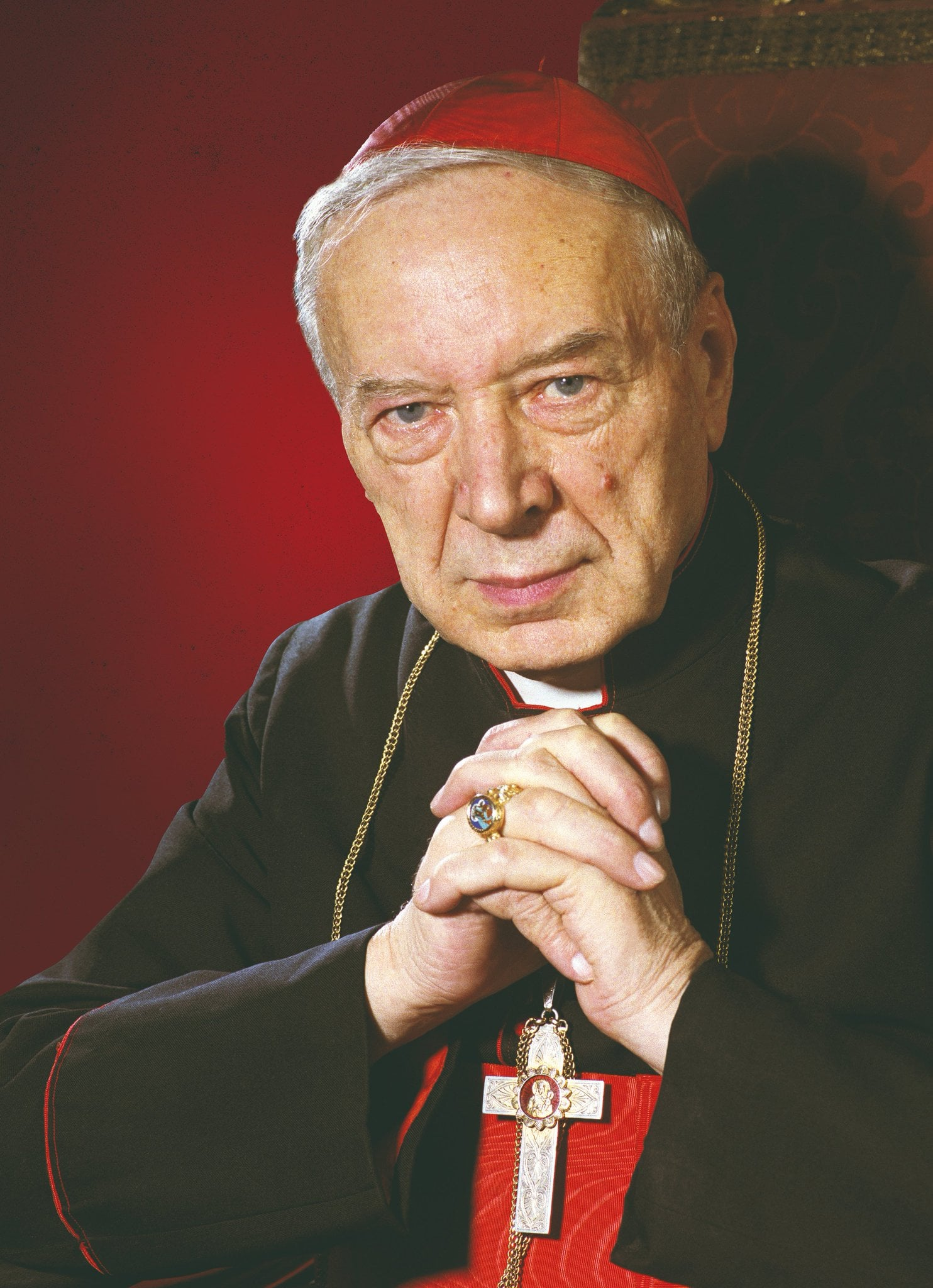
Stefan Wyszyński

- Jan Puzyna
- Edmund Dalbor
- Aleksander Kakowski
- August HlondAugust Hlond
- Adam Stefan Sapieha
- bl. Stefan Wyszyński

- sv. Karol Wojtyła
- Bolesław Kominek
- Boleslaw Filipiak
- Władysław Rubin
- Adam Kozłowiecki

### XXI. století
- Andrzej Maria Deskur
- Józef Glemp
- Ignacy Jeż[1]
- Franciszek Macharski
- Stanisław Nagy
- Kazimierz Świątek
- Zenon Grocholewski
- Marian Jaworski
- Henryk Roman Gulbinovicz